# Trentepohlia (Mongoma) flavoides
Trentepohlia (Mongoma) flavoides is een tweevleugelige uit de familie steltmuggen (Limoniidae). De soort komt voor in het Oriëntaals gebied.